# Dina absoloni
Dina absoloni (П'явка печерна, п'явка Абсолона) — рід п'явок родини Erpobdellidae ряду Безхоботні п'явки (Arhynchobdellida). Синонім — Erpobdella absoloni. Вважається, що вона збереглася з плейстоцену. Наукову назву отримала на честь чеського вченого-спелеолога Карела Абсолона.

## Опис
Загальна довжина сягає 6 см. Тулуб циліндричний у центральній частині, спереду та позаду звужується. Позбавлена очей. Задня присоска невеличка. Анальний отвір розташовано ближче до задньої присоски. Іноді пероральна присоска трохи розширена.
Забарвлення білувате або рожево-молочно-біле, позбавлена пігментації.

## Спосіб життя
Воліє до карстових печер, де зустрічається у дрібних водоймах. Є хижаком, що полює на дрібних безхребетних, зазвичай різних личинок, здатна нападати на себе подібних.
Спосіб парування та розмноження натепер досліджено недостатньо.

## Розповсюдження
Мешкає в Герцеговині (Боснія і Герцеговина), Чорногорії (гора Крквіне), Південній Далмації (Хорватія), замічено окремі особини в Косово (печери в долини річки Белі Дрін). В Герцоговині і Хорватії частіше зустрічається в гірських масивах уздовж річки Неретва.